# Ficinia pygmaea
Ficinia pygmaea är en halvgräsart som beskrevs av Johann Otto Boeckeler. Ficinia pygmaea ingår i släktet Ficinia och familjen halvgräs. Inga underarter finns listade i Catalogue of Life.